# Le Voyageur sans bagage (téléfilm)
Pour les articles homonymes, voir Le Voyageur sans bagage (homonymie).

Le Voyageur sans bagage est un téléfilm franco-belge réalisé en 2004 par Pierre Boutron.

## Synopsis
Gaston, revenu amnésique de la guerre de 1914, végète depuis quinze ans dans un hôpital psychiatrique. Sans identité, il n'a pas pu toucher sa pension de mutilé qui le met à la tête d'une véritable petite fortune. Indifférent au monde qui l'entoure, l'homme se trouve bientôt confronté à une des six familles qui le réclament : les Renaud. La rencontre est orchestrée par la duchesse Dupont-Dufort dont le neveu est médecin de l'asile psychiatrique, car elle s'est prise de passion pour cette affaire si «romanesque». Chez ces grands bourgeois, Gaston découvre peu à peu la personnalité de Jacques Renaud que ses proches croient reconnaître en lui : un être violent, cynique, séducteur et corrompu. Cet homme, sans mémoire, qui aurait tant voulu qu'on évoque pour lui des moments de bonheur, ne voit réapparaître que de mauvais souvenirs au sein de cette famille si préoccupée des apparences. Alors, malgré une preuve irréfutable, il refuse d'être Jacques Renaud. Parmi les six familles possibles, il choisira la liberté en devenant le neveu d'un petit garçon anglais dont tous les proches ont disparu lors d'un naufrage......

## Fiche technique
- Titre : Le Voyageur sans bagage
- Réalisation : Pierre Boutron
- Scénario : Pierre Boutron, d'après la pièce de Jean Anouilh
- Genre : Drame
- Durée : 96 minutes
- musique : Angelique et Jean-Claude Nachon

## Distribution
- Jacques Gamblin : Gaston
- Micheline Presle : Mme Renaud
- Florence Pernel : Valentine
- Danièle Lebrun : La duchesse
- François-Régis Marchasson : Georges Renaud
- Michel Robin : Maître  Huspar
- Anne Suarez : Juliette
- Jean Dell : le maître d'hôtel
- Roselyne Geslot : Germaine
- Erwan Creignou : le valet de chambre